# Pilea trilobata
Espèce
Classification APG III (2009)
Pilea trilobata est une espèce de plantes à fleurs du genre pilea de la famille des urticaceae. C'est une plante extrêmement rare endémique de l'île Maurice. Elle a été décrite par le botaniste Hugh Algernon Weddell en 1854. On l'a croyait éteinte depuis 1849, jusqu'à ce qu'elle soit redécouverte en avril 2005 dans la réserve naturelle de Corps de Garde.